# Рованиеми
Рованиеми (на фински: Rovaniemi, инари-саамски: Ruávinjargâ, северносаамски: Roavenjárga и Roavvenjárga, сколт-саамски: Ruäˊvnjargg) е град и община във Финландия, административен център на провинция Лапландия. Има важно търговско значение. Разположен е близо до Северния полярен кръг. Намира се между върховете Оунасваара и Коркаловаара — там, където се съединяват водите на река Кемийоки и притока ѝ Оунасьоки. Градът и съседната едноименна селска община Рованиеми са обединени в обща административна единица на 1 януари 2006 г. Площта на новосформираната община възлиза на 8017,19 km², а населението е 59 967 души по данни от преброяването на 31 март 2010 г. Рованиеми е един от най-големите градове в света по площ и най-големият град по площ в Европа, макар че голяма част от него е заета от гори.

## Побратимени градове
- Харбин, Китай